# 查維·馬天尼斯
查維亞·「查維」·馬天尼斯·阿吉納加（西班牙語：Javier "Javi" Martínez Aguinaga，1988年9月2日—），簡稱查維·馬天尼斯（西班牙語：Javi Martínez），出生在納瓦拉埃斯特利亚，是一名西班牙職業足球員，現效力卡塔爾星級足球聯賽球會卡塔爾，曾長期效力德甲球會拜仁慕尼黑，司職中堅及防守中場。

## 球會

### 毕尔巴鄂
马丁内斯出身自奧沙辛拿的青訓系統。2006年夏天，17歲的他雖然缺乏經驗，卻得到畢爾包的垂青，以600萬歐羅將他買入，在這之前，他從未在一隊上陣過。
2006/07球季，馬天尼斯很快憑著自己強大的表現而成為球隊正選，他在2006年12月16日以2-0的比分擊敗拉科魯尼亞的賽事中梅開二度。他總共上陣35次，攻入3球。他亦有在西班牙國王盃上陣，協助球隊打入西班牙國王盃決賽。
2009年夏天，馬天尼斯被指會成為加盟皇家馬德里的沙比·阿朗素的替代品而轉投利物浦，但最終並未有離隊。2009/10球季，球會雖然錯失歐霸盃外圍賽的參賽資格，但他自己的6個入球足以打破其紀錄。

### 拜仁慕尼黑
2012年8月29日，馬天尼斯與德甲班霸拜仁慕尼黑簽約五年，拜仁為此向畢爾包支付4千萬歐元違約金。馬天尼斯於11月24日對漢諾威96的賽事中射入加盟拜仁後的第一球。
2021年5月4日，拜仁宣布馬丁內斯將在賽季結束後離開拜仁，經雙方都同意不延長合約。

## 國際賽
年僅19歲的馬天尼斯曾經獲西班牙21歲徵召出戰在瑞典舉行的2009年U21歐洲國家盃，但未能晉級。
2010年5月20日，馬天尼斯獲西班牙領隊維辛迪·迪保斯基選入2010年世界盃23人名單中。5月29日，他在奧地利因斯布魯克以3-2的比分擊敗沙特阿拉伯的賽事進行至81分鐘時入替效力巴塞隆拿的沙維而處子上陣。6月3日，他在同一地點以1-0的比分擊敗南韓的友賽中首次正選上陣，直至在80分鐘時大衛·施華入替他為止。
6月25日，馬天尼斯在世界盃小組賽最後一場以2-1的比分擊敗智利的賽事中入替在70分鐘時受傷的沙比·阿朗素。

## 榮譽

### 國家隊
西班牙U19
- 歐洲U-19足球錦標賽：2007

 西班牙國家足球隊
- 世界盃：2010
- 欧洲杯:   2012

### 球會
拜仁慕尼黑
- 德国超级杯冠军：2012、2016、2017、2018、2020
- 德国足球甲级聯赛冠军：2012-13、2013-14、2014-15、2015-16、2016-17、2017-18、2018-19、2019-20、2020-21
- 德国杯冠军：2012-13、2013-14、2015-16、2018-19、2019-20
- 歐洲聯賽冠軍盃冠軍﹕2012-13、2019-20
- 欧洲超级杯冠军：2013、2020
- 國際足協世界冠軍球會盃冠军：2013、2020

### 個人
- 唐·巴隆獎（英语：Don Balón Award）—西甲最有突破球員：2010

## 球會數據
| 球會    | 球季 | 聯賽 | 聯賽 | 盃賽 | 盃賽 | 歐洲賽 | 歐洲賽 | 總計 | 總計 |
| 球會    | 球季 | 上陣 | 入球 | 上陣 | 入球 | 上陣   | 入球   | 上陣 | 入球 |
| ------- | ---- | ---- | ---- | ---- | ---- | ------ | ------ | ---- | ---- |
| 畢爾包  |      |      |      |      |      |        |        |      |      |
| 2006-07 | 35   | 3    | 0    | 0    | -    | -      | 35     | 3    |      |
| 2007-08 | 34   | 1    | 0    | 0    | -    | -      | 34     | 1    |      |
| 2008-09 | 32   | 5    | 6    | 1    | -    | -      | 38     | 6    |      |
| 2009-10 | 34   | 6    | 1    | 1    | 7    | 0      | 42     | 7    |      |
| 總計    | 135  | 15   | 7    | 2    | 7    | 0      | 149    | 17   |      |
| 總計    |      |      |      |      |      |        |        |      |      |
|         | 135  | 15   | 7    | 2    | 7    | 0      | 149    | 17   |      |

## 私生活
馬天尼斯的兄長阿爾瓦羅·馬天尼斯亦是一名足球員，司職後衛，主要在低組別聯賽效力，曾經短暫於西乙球會埃瓦爾效力。
馬天尼斯在莱萨马集訓期間，買特（Maite）要求與他拍照，後來成為他多年的女友。買特雖然後來返回澳洲完成學位課程，但他們依然保持情侶關係。

## 外部連結
- （英文）Athletic Bilbao profile
- （英文）BDFutbol profile （页面存档备份，存于）
- （西班牙文）National team data